# NGC 6665
NGC 6665 is een spiraalvormig sterrenstelsel in het sterrenbeeld Lier. Het hemelobject werd op 19 juli 1871 ontdekt door de Franse astronoom Édouard Jean-Marie Stephan.

## Synoniemen
- MCG 5-44-4
- ZWG 173.10
- IRAS 18325+3040
- PGC 62065